# Saint-Castin
Saint-Castin ist eine französische Gemeinde mit 857 Einwohnern (Stand 1. Januar 2022) im Département Pyrénées-Atlantiques in der Region Nouvelle-Aquitaine (vor 2016: Aquitanien). Die Gemeinde gehört zum Arrondissement Pau und zum Kanton Pays de Morlaàs et du Montanérès (bis 2015: Kanton Morlaàs).
Der Name in der gascognischen Sprache lautet Sent Castin. Der Ursprung ist ungeklärt.
Die Bewohner werden Castinois und Castinoises genannt.

## Geographie
Saint-Castin liegt ca. 15 km nördlich von Pau in der historischen Provinz Béarn.
Umgeben wird der Ort von den Nachbargemeinden:
| Serres-Castet | Navailles-Angos Saint-Armou                 |           |
| Montardon     | Kompassrose, die auf Nachbargemeinden zeigt | Bernadets |
| Buros         | Maucor                                      |           |

Saint-Castin liegt im Einzugsgebiet des Flusses Adour.
Nebenflüsse des Luy de Béarn durchqueren das Gebiet der Gemeinde:
- der Laps mit seinem Nebenfluss,
  - dem Saint-Jean und seinem Zufluss,
    - dem Ladebèze, und
- der Gées mit seinen Nebenflüssen,
  - dem Ruisseau de Tems und
  - dem Bédat.

Ebenso bewässert der Lau, ein Nebenfluss des Luy de France, die Gemeinde.

## Geschichte
Die Besiedelung geht zurück auf das Mittelalter, wie Spuren einer ehemaligen Befestigungsanlage belegen, die mit Gräben und einem Wall umsäumt war. Sie datiert vermutlich aus dem 13. oder 14. Jahrhundert und war Wohnsitz der Grundherrschaft von Saint-Castin. Im 11. Jahrhundert überließ der Herzog der Gascogne das Dorf dem Vicomte von Béarn als Schenkung im Tausch gegen die Abtei von Saint-Pé-de-Bigorre. Bei der Volkszählung des Béarn im Jahre 1385 wurden 15 Haushalte gezählt, und das Dorf gehörte zur Bailliage von Pau. Die Grundherrschaft war nacheinander im Besitz von Raymond-Arnaud de Cauna, Menaud de Béarn, Abadie Denguin, Aymeric de Luger und Abbadue de Maslacq, der Saint-Castin zum Baronat innerhalb der Vicomté erhob. Im späten 18. Jahrhundert leitete die Äbtissin Marie Anselme de Bourbon die Geschicke des Dorfes.
Toponyme und Erwähnungen von Saint-Castin waren:
- Sanctus-Castinus (980, Kopialbuch des Bistums Lescar),
- Curtis quœ dicitur Sancti-Castini cum appendiciis suis scilicet Lar, Fegueras et Bernedet (1032, Kopialbuch der Abtei von Saint-Pé-de-Bigorre),
- Sent-Castii (1385, Volkszählung im Béarn),
- Saint Castin (1750 und 1793, Karte von Cassini bzw. Notice Communale) und
- Saint-Castin (1863, Dictionnaire topographique du département des Basses-Pyrénées).[5][7][8]

### Einwohnerentwicklung
Nach einem ersten Höchststand von rund 375 Einwohnern in Mitte des 19. Jahrhunderts reduzierte sich die Größe der Gemeinde in der Folgezeit bei kurzzeitigen Phasen der Erholung bis zu den 1960er Jahren auf rund 210 Einwohner, bevor ein kräftiges Wachstum insbesondere bis zur Jahrtausendwende einsetzte.
| Jahr      | 1962 | 1968 | 1975 | 1982 | 1990 | 1999 | 2006 | 2009 | 2022 |
| --------- | ---- | ---- | ---- | ---- | ---- | ---- | ---- | ---- | ---- |
| Einwohner | 212  | 226  | 283  | 488  | 736  | 736  | 774  | 802  | 857  |

## Sehenswürdigkeiten
- Pfarrkirche, geweiht Johannes dem Täufer. Eine einfache Vorgängerkirche ist um das Jahr 1000 an den Bischof von Lescar geschenkt worden. 1873 erfolgte ein Neubau nach Plänen des Architekten Poeyarré, der die frühere Kirche ersetzte. Vier Glasfenster, Werke der Glasmalerei Mauméjean aus Pau, stammen aus dem Jahr 1875. Sie zeigen den gekreuzigten Christus mit Maria und Maria Magdalena, den Apostel Petrus, Johannes den Täufer und die Samariterin am Brunnen. Die Pfarrkirche von Saint-Castin wird auch von der Nachbargemeinde Bernadets genutzt. 1943 zerstörte ein Brand teilweise das Gotteshaus, und die heutige Kirche wurde 1949 nach Plänen des Architekten Castaing neu errichtet. Sie besitzt einen Grundriss in Form eines lateinischen Kreuzes mit einem Langhaus mit einem Haupt- und zwei Seitenschiffen. Der Eingang befindet sich am Fuß eines Glockengiebels. Viele Ausstattungsgegenstände aus dem 17. bis 20. Jahrhundert werden im Inneren bewahrt, die als nationale Kulturgüter registriert sind, darunter ein Gemälde von Joseph Castaing aus Pau aus dem frühen 20. Jahrhundert, das Maria mit Jesuskind darstellt.[10][11][12]

- Schloss Pellizaa. Es wurde am Ende des 18. Jahrhunderts errichtet, wie die Jahreszahl „1789“ über dem Eingang belegt. In der ersten Hälfte des folgenden Jahrhunderts wurden Nebengebäude vergrößert, wie die Jahreszahl „1836“ auf dem Schlussstein des Vorbaus bezeugt. Das Hauptgebäude ist zweistöckig mit Dachgeschoss. Eine Wendeltreppe mit Treppenauge führt im Inneren in die oberen Etagen.[13]

## Wirtschaft und Infrastruktur
Handel und Dienstleistungen bestimmen in erster Linie die Wirtschaft der Gemeinde.

### Bildung
Die Gemeinde verfügt über die öffentliche Vor- und Grundschule „Jean Vincent Abadie“ mit 104 Schülerinnen und Schülern im Schuljahr 2017/2018.

### Verkehr
Saint-Castin ist erreichbar über die Routes départementales 206, 222, 706 und 707.

## Persönlichkeiten
- Jean-Vincent d’Abbadie de Saint-Castin, geboren 1652 in Saint-Castin, gestorben 1707 in Pau, war zunächst ein französischer Offizier und später Sagamore der Penobscot, einem Stamm der Östlichen Abenaki in Arkadien.

- Pierre-Henri Duboué, geboren am 15. Juli 1834 in Saint-Castin, gestorben am 9. Mai 1889 in Saint-Castin, war Arzt und Forscher. Er lebte auf dem Schloss Pellizaa in Saint-Castin. Seine bekanntesten Arbeiten befassten sich mit der Ausbreitung der Tollwut über die Nervenbahnen und wurden von Louis Pasteur aufgenommen, der in der Folge einen Impfstoff gegen die Krankheit entwickelte.[16]